# Riccardo Simonini
Riccardo Simonini (Castelvetro di Modena, 24 ottobre 1865 – Modena, 28 giugno 1942) è stato un pediatra ed epidemiologo italiano, storico della società modenese del primo Novecento, di notevole importanza per il suo contributo alla nascita e allo sviluppo della pediatria italiana.

## Biografia

### Gioventù e istruzione
Riccardo Simonini nacque a Castelvetro di Modena da Giovanni Simonini e Serafina Cavedoni; il padre, un possidente agricoltore, indirizzò da subito i figli agli studi medici.
Trascorse la sua infanzia in campagna, in un'abitazione modesta ma dignitosa. Iniziato all'istruzione primaria prima ancora che questa fosse obbligatoria, egli completò gli studi elementari in un numero di anni inferiore alla norma. Terminato il ciclo elementare, Riccardo e il fratello Leandro proseguirono gli studi nel seminario di Fiumalbo, dove si ritrovarono a fare i conti con il freddo, la lontananza da casa e una ferrea disciplina. Qui Riccardo vi rimase per i tre anni del ginnasio inferiore e poi si spostò a Nonantola, concludendo brillantemente i quattro anni del ginnasio superiore. 
Dall'esperienza del seminario i due fratelli uscirono con una formazione solida, una forte volontà, una grande laboriosità ed onestà, una buona preparazione culturale e una convinta motivazione per gli studi medici.
Terminato il liceo, Riccardo si iscrisse alla facoltà di Medicina e Chirurgia di Modena a vent'anni, nel 1885. La vita in città gli costò numerosi sacrifici: si ritrovava infatti a vivere da solo in pensioni povere e fredde. Fortunatamente lo zio don Gaetano lo aiutò ad entrare nel collegio San Carlo come assistente dei suoi allievi, alleggerendo così anche il peso della retta.
Nel corso di laurea, verso la fine degli anni '80, Simonini entrò in contatto con il giovane assistente di Anatomia Patologica Giulio Vassale, un brillante studioso che si era dedicato alla fisiopatologia endocrinologica. Questo incontro si ripercosse sulla carriera universitaria del giovane Riccardo, che trovò uno stimolo per l'interesse dell'endocrinologia pediatrica, nell'ambito della quale compì numerose ricerche sperimentali, soprattutto nel campo delle paratiroidi.
Alla fine dei suoi studi universitari tuttavia, Simonini si dedicò soprattutto alla chirurgia, vincendo per concorso un posto di allievo interno nella Clinica Chirurgica diretta dal professor Tansini, ove discusse la sua tesi sull'echinococcosi epatica e sul suo trattamento chirurgico, conseguendo la laurea con la votazione di 110 e lode. La sua tesi venne successivamente pubblicata sulla famosa rivista “Il Morgagni” nel 1892.
Nel 1891 dunque, all'età di ventisei anni, Riccardo era un dottore ed era fidanzato con Elvira, una donna di sei anni più grande di lui.

### Il trasferimento a Castelgomberto
Appena laureato, Simonini divenne assistente di Anatomia Patologica a Modena, poi dall'ottobre 1891 venne nominato assistente volontario all'Ospedale Civile e frequentava il Gabinetto di Microscopia e Chimica Clinica di Modena, dove successivamente divenne medico degli Asili Infantili Urbani della Carità.
Nel 1892 fu medico condotto a Castelgomberto, ritornò a Modena per sposare Elvira il 17 giugno 1893 e si stabilì con quest'ultima a Castelgomberto. Da lei ebbe quattro figli in sei anni, il primo dei quali morì a sedici mesi di broncopolmonite. Questo episodio segnò ulteriormente la carriera di Simonini, il quale si dedicò da subito alla cura dei bambini, organizzando un ambulatorio pediatrico e creando un asilo a sue spese per i bambini poveri.
Si evince come Simonini si impegnò in una pediatria sociale, senza trascurare però l'aspetto scientifico: negli anni 1895-1896 frequentò infatti l'Università di Padova seguendo il corso di Clinica Pediatrica presso l'Istituto di Igiene. Nel 1899 inoltre, fondò il giornale “Il bambino. Periodico di Igiene e di Educazione Fisica”, nel quale proponeva l'istituzione di reparti pediatrici negli ospedali.

### Il ritorno a Modena
Nel 1898 Simonini fu uno dei 109 fondatori della Società Italiana di Pediatria e nel 1906 conseguì la libera docenza in Pediatria per titoli ed esami presso l'Università di Parma. Chiese dunque alla facoltà di Medicina e Chirurgia di Modena l'incarico dell'insegnamento della Clinica Pediatrica, il quale gli fu concesso a partire dal 1º febbraio 1907, dopo il relativo concorso. Contemporaneamente ottenne l'istituzione e la direzione di un ambulatorio pediatrico presso l'Ospedale Civile di Modena.
Si trasferì dunque a Modena, ma l'abbandono di Castelgomberto, ove risiedette per 13 anni, non fu indolore. Gli abitanti del luogo fecero una festa in suo onore e dedicarono addirittura delle composizioni poetiche a colui che aveva ravvivato quella piccola città, a colui che “d'amor gentile punto, con pertinace studio, l'età puerile strappa alla rapace unghia de' morbi”.
Giunto in quel di Modena, Simonini si diede subito da fare, promuovendo la trasformazione dell'ambulatorio pediatrico in un vero e proprio reparto ospedaliero, ottenendo la direzione di quest'ultimo, insieme a quella del reparto di Malattie Infettive e Contagiose dello stesso Ospedale Civile.
Il suo impegno nell'ambito della pediatria non riguardava solo l'aspetto clinico, ma anche quello sociale: nel 1908 fondò la “Società per la protezione dei bambini lattanti” e istituì la “Scuola per le madri”, ove si impartivano lezioni di puericultura. La sua ambizione primaria restava comunque la creazione di un Istituto Pediatrico autonomo, con funzioni didattiche scientifiche ed assistenziali.
Si evince una caratteristica particolare (e del tutto nuova per l'epoca) nella figura di Simonini: la pluralità dell'approccio al paziente in un settore così difficile come quello della pediatria, un settore in cui occorre riconoscere e valutare correttamente i segni della patologia anche in assenza di comunicazione di sintomi soggettivi.

### La fondazione dell'Istituto Pediatrico
Nel 1909 Simonini portò avanti un'ardua impresa: il suo progetto prevedeva un Istituto che comprendesse un Aiuto Materno, un ambulatorio pediatrico, una sala di osservazione, una sala di degenza per bambini ammalati, un reparto per la Clinica Pediatrica e un gabinetto per le ricerche scientifiche. Sul piano economico, la realizzazione di tale progetto non era cosa da poco conto; ma il Nostro riuscì a stimolare e scuotere la beneficenza cittadina delle famiglie più abbienti e, in particolare, quella di un filantropo, il cavalier Pietro Siligardi, il quale si accollò l'intera spesa di costruzione e arredamento dell'Istituto.
Trovati i fondi, restava ancora il problema dell'ubicazione, che Simonini desiderava non distante dall'Ospedale Generale per ovvi motivi di collaborazione. Anche questo venne risolto, con la scelta dell'edificio della vecchia chiesa di San Pietro Martire, chiusa al culto dal 1880.
Il 7 maggio 1911 fu inaugurato l'Istituto Pediatrico Pietro Siligardi, di cui Simonini era naturalmente il direttore e la cui gestione venne affidata alla Congregazione di Carità.
La struttura era relativamente grande, vi erano 50 posti letto per i piccoli pazienti e i relativi posti letto per le madri, un ambulatorio e un laboratorio.
Per ottenerne la clinicizzazione, occorreva la creazione di una Cattedra e la vittoria nel relativo concorso nazionale. Dopo un primo insuccesso nel 1912, Simonini vinse il concorso da Professore Straordinario nel 1915, divenendo Ordinario nel 1918 con nomina a titolare della cattedra di Clinica Pediatrica dell'Università di Modena il 16 luglio 1919.
In questo Istituto, il Nostro operò per 25 anni, fautore e maestro indiscusso della pediatria modenese. L'edificio esiste ancora oggi, rimase attivo ed operante anche dopo la morte di Simonini, fino al 1963, anno in cui la Clinica Pediatrica, insieme a tutte le altre Cliniche universitarie, venne trasferita nel nuovo Policlinico di Modena.
Nel corso della sua carriera Simonini dovette fronteggiare, oltre alle malattie in sé, numerosi altri fattori quali povertà, ignoranza, scarso ricorso ai medici. Per tali ragioni il suo impegno, una volta costruito l'Istituto, fu quello di diffondere la cultura pediatrica innanzitutto tra i medici, i paramedici e i responsabili della sanità; si dedicò inoltre alla formazione delle levatrici e alla lotta contro i pregiudizi popolari in fatto di terapie pediatriche.

### La parentesi politica, l'adesione al fascismo e l'ONMI
L'amore e l'attaccamento alla terra natia, sono evidenziati nella figura di Simonini dai numerosi impegni sociali a cui si dedicò. Tra questi occorre ricordare, nel biennio 1912-1913, la sua candidatura ed elezione a sindaco di Castelvetro. Durante questo breve arco di tempo, Simonini si diede parecchio da fare, occupandosi dei reali problemi vigenti all'epoca, per far rinascere la sua città natale sotto numerosi punti di vista: furono avviate importanti iniziative nell'ambito dell'edilizia, della viabilità, del decoro del paese, della beneficenza; furono assicurati sussidi ai poveri e ammissioni al ricovero per questi ultimi; vennero costruite una nuova scuola elementare e un asilo. Fu proprio quest'ultimo che gli costò l'abbandono di questa sua breve carriera da politico: Simonini venne infatti rimproverato di un eccessivo favore per l'asilo e, dopo diversi disguidi, rassegnò le sue dimissioni nel dicembre 1913.
È ben noto che, con l'avvento del fascismo, numerosi personaggi illustri dell'epoca vi aderirono per adeguamento più che per convinzione: Simonini fu uno di questi. È comunque interessante analizzare la sua posizione nei confronti del fascismo. Sappiamo che Riccardo si iscrisse al PNF nel 1926, in coincidenza con la nascita dell'ONMI (Opera Nazionale Maternità e Infanzia), con la quale si identificò fino al termine della sua presidenza nel 1936; che accolse la politica fascista a favore dell'infanzia, ma che quando poté si sottrasse sempre alla sfilata del potere e non appartenne mai, per carattere e per vocazione, alla categoria dei “medici-gerarchi”, modellati a imitazione di chi era al vertice dello Stato.
L'ONMI fu un'istituzione assistenziale del fascismo, nata il 30 dicembre 1925 con la finalità di tutelare ed assistere gestanti e madri bisognose e abbandonate, bambini fino al quinto anno di età appartenenti a famiglie bisognose, minori materialmente o moralmente abbandonati, traviati o delinquenti fino all'età di 18 anni. Fu strettamente legata a Modena e alla figura professionale di Simonini, il quale ne fu presidente fino al 1936.
Tale istituzione rientrava coerentemente nella campagna demografica, insieme a numerosi altri provvedimenti (le cosiddette “pratiche eugenetiche”) presi dal fascismo per tutelare la salvaguardia della “razza italiana”, facente parte di quella ariana.
Come rientrava Simonini in questo progetto? Il calo demografico era indubbiamente sotto i suoi occhi, non tanto per quanto concernesse la diminuzione del tasso di natalità, quanto per l'aumento del tasso di mortalità infantile che più lo rattristava. Sotto la sua guida, l'ONMI modenese operò per il bene delle madri e dei bambini, concretizzando il suo aiuto nelle Case della Madre e del Bambino di Modena, Carpi, Vignola, Sassuolo, Mirandola, Finale Emilia e Pavullo. Presso queste ed altre istituzioni affiliate si distribuiva latte, si facevano allattare balie, si offriva consulenza ambulatoriale e si impartiva educazione sanitaria alle madri.

### La carriera universitaria
In ambito universitario, Simonini ebbe indubbiamente numerosi meriti e ricoprì cariche importanti. Tra queste occorre ricordare la presidenza della Facoltà di Medicina e Chirurgia di Modena negli anni 1922-23 e la direzione della Scuola di Specializzazione in Pediatria, istituita a Modena nel 1930. Nell'Aprile 1932 fu festeggiato il 25º anniversario dell'insegnamento di Simonini: alla cerimonia parteciparono i colleghi di Facoltà, le autorità della città e provincia, il Ministero dell'Educazione Nazionale, i rappresentanti delle società scientifiche e di associazioni culturali, dell'ONMI, nonché quasi 200 medici italiani e molti stranieri.
Nel corso della sua carriera, Simonini ricevette numerose onorificenze quali la nomina di Grande Ufficiale della Corona d'Italia per opera scientifica ed assistenziale nel 1932; la Medaglia d'Oro per benemerenze; la nomina di Professore Onorario dell'Ateneo modenese nel 1936; la nomina di Cavaliere dell'Ordine dei S.S. Maurizio e Lazzaro.

### Gli ultimi anni
L'operosità di Simonini sembrò risultare decisamente compromessa nel 1939, quando si manifestarono i sintomi del diabete, inizialmente trascurati e in seguito divenuti minacciosi per la sua vita. Fu sottoposto a trattamento insulinico, allora poco più che sperimentale, andando spesso incontro a gravi crisi ipoglicemiche, ma riuscì comunque a riprendersi.
Nella primavera del 1942 egli però iniziò ad accusare i primi sintomi di una neoplasia intestinale, che si aggravò rapidamente. Morì il 28 giugno 1942 nella sua casa a Modena e fu sepolto a Castelvetro, nella tomba di famiglia.

## La produzione scientifica e le riviste
Possiamo dividere la produzione scientifica di Simonini in due parti: nella prima ritroviamo le 72 pubblicazioni degli anni 1892-1918, a partire quindi dalla pubblicazione della sua tesi di laurea, incentrate più che altro sull'epidemiologia, l'endocrinologia e la neuropsichiatria infantili.
Tra le pubblicazioni epidemiologiche ricordiamo: La Pellagra nell'infanzia (1905); La Geofagia nell'infanzia (1909); Sulle cause della morbilità e mortalità dei bambini delle lavoratrici del tabacco. Ricerche cliniche e sperimentali (1909). Rientra invece tra le pubblicazioni a carattere endocrinologico, la sua opera Le ghiandole a secrezione interna e la loro patologia nell'infanzia del 1914, incentrata soprattutto sulle patologie tiroidee. Infine troviamo le pubblicazioni neuropsichiatriche, quali Contributo allo studio della malattia di Oppenheim (1907); Sulla patogenesi e cura della chorea volgare (1908); Tetano traumatico guarito col metodo Baccelli (1910); Contributo allo studio dei tumori del cervelletto decorsi senza sindrome cerebellare nell'infanzia (1912).
La seconda parte si spinge invece verso la ricerca di originali innovazioni terapeutiche e approfondisce ancora il campo della neuropatologia, fino al livello trattatistico.
Di queste è importante menzionare la trattazione statistica sulla poliomielite; La lebbra in Italia e le sue colonie. Primi risultati ottenuti con un nuovo metodo di cura (1932); Risultati ottenuti con un nuovo metodo di cura della tubercolosi (1932).
Contribuì inoltre alla scrittura del Manuale di pediatria diretto da Gino Frontali, per il quale scrisse Malattie del sistema nervoso centrale (considerata la sua opus magnum), e “Compito sociale della pediatria”.
Infine occorre ricordare La Clinica Pediatrica. Periodico bimestrale di contenuto scientifico, la rivista voluta, progettata e successivamente fondata nel 1919 da Simonini, il quale ne fu direttore responsabile. Tale periodico acquisì nel tempo un prestigio sempre maggiore tale che, all'inizio del 1942, Simonini ricevette un pubblico elogio dal Ministero della cultura popolare per il valore scientifico della sua rivista.